# اشتیول
اشتیول (به آلمانی: Stiwoll) یک منطقهٔ مسکونی در اتریش است که در گراتس اومگبونگ واقع شده‌است. اشتیول ۱۲٫۹۶ کیلومتر مربع مساحت دارد ۴۹۵ متر بالاتر از سطح دریا واقع شده‌است.